# Claudio Desolati
Claudio Desolati (Genk, 24 gennaio 1955) è un ex calciatore italiano, di ruolo attaccante.

## Carriera
Cresciuto calcisticamente nelle giovanili del Genoa, passa poi alla Fiorentina, vincendo per due volte il Torneo di Viareggio.
A 17 anni esordì in Serie A con la maglia della Fiorentina, disputando 10 campionati (152 presenze in campionato con 43 reti). Perse la finale 1971-72 di Coppa Mitropa contro il Čelik Zenica (squadra dell'attuale Bosnia). Nel 1974-75 vinse la Coppa Italia e la Coppa di Lega Italo-Inglese.
Nel corso della sua carriera ha vestito la maglia azzurra di tutte le giovanili e della Nazionale militare.
È uno dei più prolifici cannonieri nella storia della Fiorentina. La sua migliore stagione nelle file della formazione viola è stato il 1975-1976, con 10 marcature in 21 incontri disputati.
Nell'estate 1981 viene ceduto alla Pistoiese appena retrocessa in Serie B e nelle file della formazione toscana riesce a disputare quasi tutti gli incontri in calendario contribuendo con 9 realizzazioni alla salvezza della squadra coinvolta nella lotta per non retrocedere. Passa poi nelle file del Foggia, con il quale retrocede in Serie C1, e del Siena. Passa poi in Serie D nelle file dell'Imperia e chiude la carriera nel 1988 nel Castelfiorentino.

## Palmarès

### Club
- Campionato italiano Serie C: 1

Genoa: 1970-1971 (girone B)
- Coppa Italia: 1

Fiorentina: 1974-1975
- Campionato italiano Serie C2: 1

Siena: 1984-1985 (girone A)